# Rachel Fattal
Rachel Fattal [fəˈtɑːl], född 10 december 1993, är en amerikansk vattenpolospelare. Hon ingick i USA:s landslag i damernas turnering i vattenpolo vid olympiska sommarspelen 2016 och 2020 och tog två successiva OS-guld. I damernas turnering i vattenpolo vid olympiska sommarspelen 2024 blev det en fjärdeplats.
Efter skoltiden vid Los Alamitos High School studerade Fattal vid University of California, Los Angeles där hon spelade vattenpolo för UCLA Bruins.
Fattal tog guld vid panamerikanska spelen 2015, 2019  och 2023.